# Strada nazionale 49
La strada nazionale 49 era una strada nazionale del Regno d'Italia, che congiungeva Piacenza a Genova.
Già denominata dal 1865 "Strada nazionale n.20", da Genova a Piacenza per Bobbio e dal 1884 "Strada nazionale n.36", venne denominata nel 1923 "Strada nazionale 49" con il percorso "Piacenza - Bobbio - Genova".
Nel 1928, in seguito all'istituzione dell'Azienda Autonoma Statale della Strada (AASS) e alla contemporanea ridefinizione della rete stradale nazionale, il suo tracciato costituì il tratto iniziale della strada statale 45 della Val Trebbia e del Caffaro.